# Pierre de Montereau
Pierre de Montereau eller Pierre de Montreuil, död 17 mars 1266, var en fransk byggmästare.
Pierre de Montereau är känd som mästaren för ombyggnaden av klosterkyrkan Saint-Denis, vars långhus och tvärskepp tillskrivs Pierre, samt som byggnadsldera för Notre-Dame i Paris från 1259. Även vid flera andra betydande företag i och omkring Paris var Pierre de Montereau verksam.